# Rượu nếp

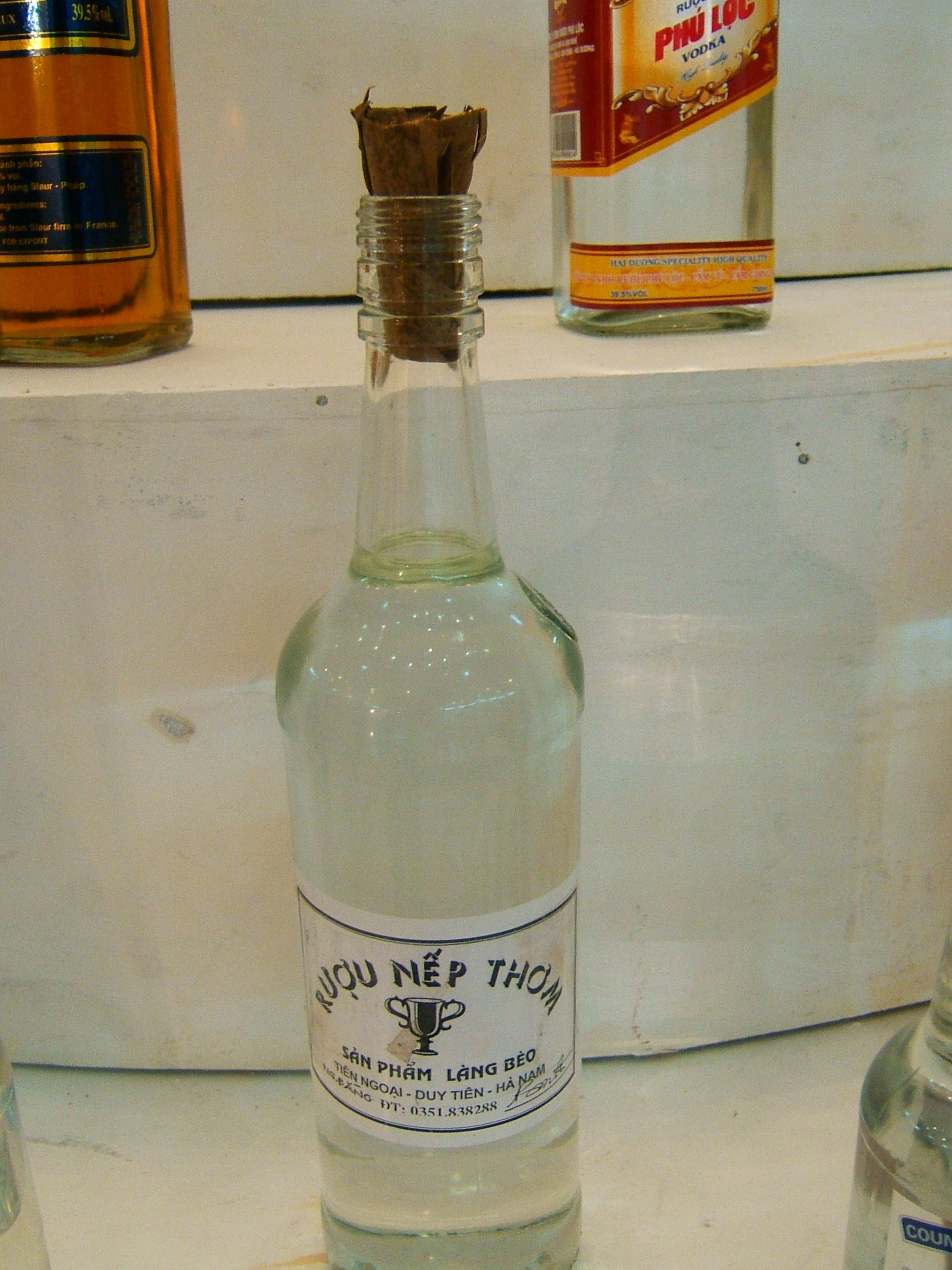
Một loại rượu nếp ở Việt Nam

Rượu nếp là một loại rượu truyền thống của Việt Nam được làm từ nguyên liệu gạo nếp lên men và được đem đi chưng cất để lấy rượu.
Rượu nếp có nhiều loại, tùy thuộc vào loại gạo nếp và phương pháp sản xuất. Các loại rượu nếp phổ biến tại Việt Nam bao gồm:
- Rượu nếp cái hoa vàng: Loại rượu này được làm từ gạo nếp cái hoa vàng, có màu vàng nhạt, vị ngọt thơm và hậu vị đậm đà.
- Rượu nếp cẩm: Loại rượu này được làm từ gạo nếp cẩm, có màu tím đậm, vị ngọt thanh và mùi thơm đặc trưng.
- Rượu nếp than: Loại rượu này được làm từ gạo nếp than, có màu đen tuyền, vị ngọt đậm và mùi thơm nồng.

## Nguyên liệu

### Gạo nếp
Gạo nếp dùng làm rượu nếp nguyên thủy là loại gạo nếp hạt ngắn, màu trắng đục. Thành phần tinh bột của gạo nếp chủ yếu là Amylopectin rất dễ hồ hóa và kết dính sau khi chín. Một số vùng miền ở Việt nam có các giống nếp đặc sản như nếp cẩm, nếp cái hoa vàng thì thường được dùng để làm loại thức uống có cồn không qua chưng cất như rượu nếp than, rượu nếp đục hoặc có thể ăn được như cơm rượu, (còn gọi là rượu nếp cái). Một số loại gạo hạt dài đặc chủng có thể sử dụng như là nguyên liệu thay thế gạo nếp để làm rượu nhờ có thành phần giàu tinh bột dễ lên men hoặc có mùi thơm đặc trưng tương tự như gạo nếp.
Hiện tại ở Việt Nam có rất nhiều loại gạo nếp như nếp Cái hoa vàng, nếp Hà nội, nếp quýt ĐạTẻh. Xét về độ thơm thì nếp quýt ĐạTẻh là thơm ngon nhất, vì loại gạo này mỗi năm chỉ trồng được 1 vụ với số lượng hạn chế ở vùng kinh tế lúa nước phía Nam tỉnh Lâm Đồng.
Chính nhờ loại gạo nếp quýt độc đáo này mà Rượu nếp quýt ĐạTẻh được các thực khách vô vùng ưa thích, mùi đầm, thơm, dịu, ngon, dễ uống, say mềm...
Phải nói rượu nếp quýt dateh là đỉnh cao của các loại rượu nếp!

### Bánh men

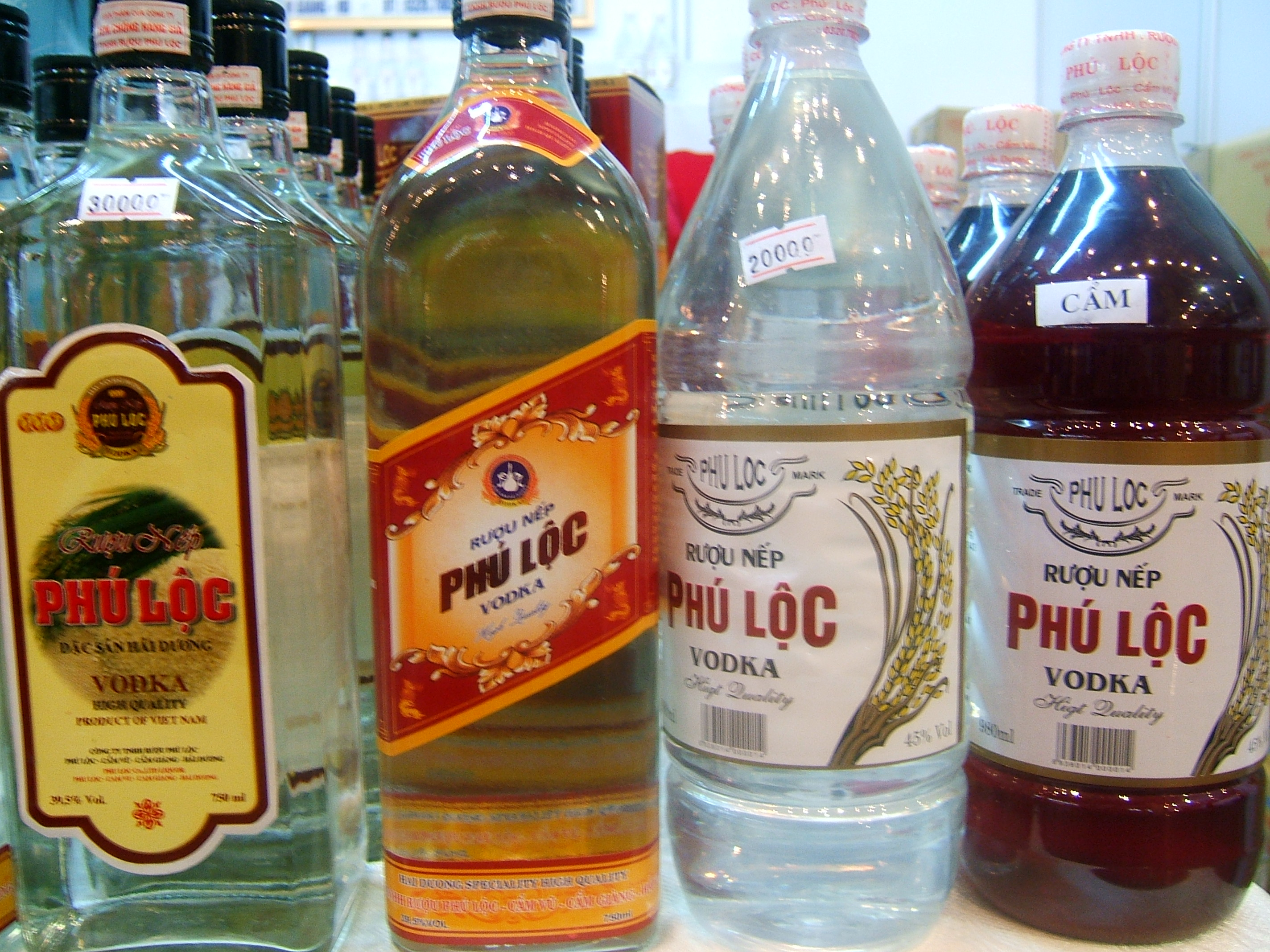
Một số loại rượu nếp Phú Lộc

Bánh men được sản xuất theo phương pháp cổ truyền thông qua cha truyền con nối là bí quyết của mỗi gia đình hay một làng nghề. Về cơ bản bánh men là một hỗn hợp bao gồm các vi sinh vật có khả năng thủy phân tinh bột thành đường và lên men dịch đường thành rượu. Các vi sinh vật này có thể là nấm mốc, nấm men và vi khuẩn. Các loại vi sinh vật này được tuyển chọn từ môi trường tự nhiên và lưu giữ bởi các nghệ nhân. Việc đảm bảo tính thuần chủng không bị tạp nhiễm của hệ vi sinh được lựa chọn để làm rượu là một trong những yếu tố quan trọng để làm ra một loại rượu nếp ngon.

## Quy trình chế biến
Rượu nếp được làm theo quy trình khá công phu và chau chuốt: Gạo nếp sau khi được nấu chín, làm nguội thì được rắc bột bánh men và đem đi ủ. Trong quá trình ủ nấm mốc phát triển trên cơm gạo nếp và tự tạo ra một hệ enzim đường hóa, cũng chính quá trình này đã tạo cho khối gạo ủ lên men có hương thơm rất đặc trưng, hấp dẫn. Đặc biệt khâu cuối của quá trình là chưng cất rượu Nếp không sử dụng tháp cao cất cồn mà dùng thiết bị chưng cất rượu để thu rượu khoảng 40-50 độ rượu. Toàn bộ hương thơm của nguyên liệu do quá trình lên men vẫn giữ được gần như trọn vẹn trong sản phẩm. Trong quy trình sản xuất thủ công, quá trình ủ men diễn ra trong điều kiện bình thường nên thời tiết và khí hậu tại thời điểm ủ men ảnh hưởng rất lớn đến sự đồng đều và chất lượng rượu sau này. Đây là điểm hạn chế rất lớn đối với các cơ sở rượu nếp làng nghề so với nhà máy sản xuất rượu nếp với thiết bị công nghệ hiện đại.

## Khác biệt giữa rượu Vodka và rượu nếp

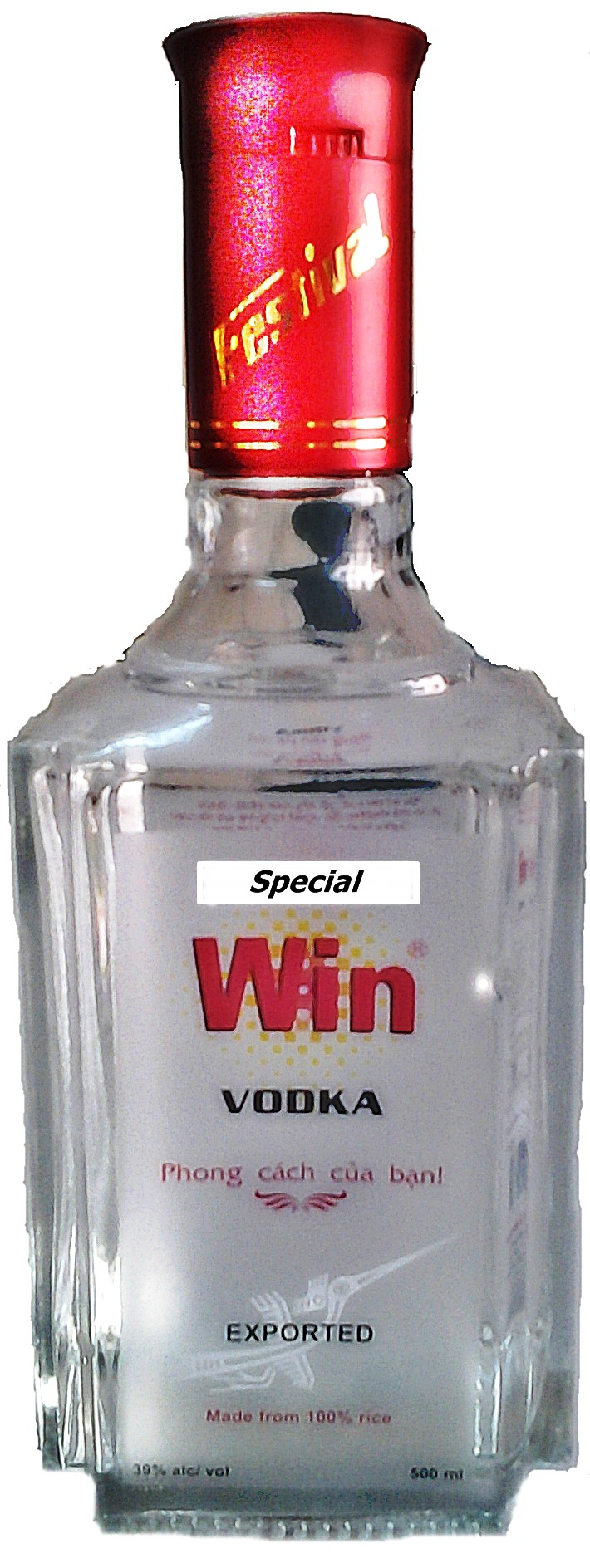
Một loại rượu vốt-ka của Việt Nam

Vodka là loại rượu chưng cất có nguồn gốc ở Đông Âu như Nga, Balan Bungari, có một sự khác biệt lớn giữa rượu Vodka và rượu gạo nếp dù chúng có độ rượu xấp xỉ nhau cũng như màu sắc trong suốt giống nhau. Sự khác biệt giữa hai loại sản phẩm có thể cảm nhận rất rõ khi thử nếm hương vị, mà điều làm nên sự khác biệt này chính là do công nghệ chế biến hai sản phẩm này hoàn toàn khác nhau và nguồn nguyên liệu cũng khác nhau. Rượu Nếp làm từ gạo nếp còn rượu Vodka có thể được làm từ nhiều nguồn nguyên liệu gốc khác nhau như gạo, sắn, ngô, khoai, ngũ cốc hay mật gỉ.
Về hương vị thì rượu Vodka là sản phẩm không có hương vì đây thực chất là cồn tinh chế sau khi chưng cất nguyên liệu gốc lên men được pha loãng thành rượu nên không còn giữ lại hương thơm của nguyên liệu và không có hậu vị. Một số loại Vodka có thể được bổ sung thêm hương nhân tạo để tạo hương cho Vodka (loại flavored Vodka). Không giống như Vodka Nga, một số sản phẩm nội địa được pha chế từ cồn chất lượng kém thì cho sản phẩm hậu vị đắng, sốc, hương tạp vì còn lẫn nhiều tạp chất.
Đối với rượu Nếp nếu được sản xuất theo công nghệ tốt thì đặc trưng nhất là vẫn giữ được hương thơm của nguyên liệu nếp sau quá trình chưng cất, và do làm từ gạo nếp nên khi nâng chén rượu lên đã cảm nhận được hương nếp hòa quyện với hương thuốc bắc, khi nhấp vào miệng là vị ngọt rượu với hậu vị đậm đà. Khi rượu Nếp được làm với thiết bị, công nghệ hiện đại sử dụng các chủng nấm mốc và nấm men thuần chủng có hoạt lực tốt, quá trình lên men được kiểm soát tốt không tạo độc tố sẽ cho ra thành phẩm an toàn không gây nguy hại cho người sử dụng. Ngoài ra, quá trình chưng cất trên thiết bị hiện chưng cất rượu hiện đại loại cổ thiên nga (swan neck) sẽ tạo được một sản phẩm rượu Nếp chất lượng cao hảo hạng, vị rượu ngọt cay, thơm nồng đậm đà rất đặc trưng, hấp dẫn.
Xét về độ ngon của Vodka và rượu nếp thì mỗi người cảm nhận khác nhau, nhưng đa số người dân Việt Nam thích rượu nếp hơn, đặc biệt là nếp quýt